# Fratellanza Sportiva Sestrese 1946-1947
Questa voce raccoglie le informazioni riguardanti  la Fratellanza Sportiva Sestrese nelle competizioni ufficiali della stagione 1946-1947.

## Rosa
| N. |                   | Ruolo | Calciatore          |
| -- | ----------------- | ----- | ------------------- |
|    | Italia (bandiera) | C     | Pier Luigi Alvigini |
|    | Italia (bandiera) | A     | Amelio              |
|    | Italia (bandiera) | D     | G. Berri            |
|    | Italia (bandiera) | A     | Natale Biddau       |
|    | Italia (bandiera) | A     | Franco Bironi       |
|    | Italia (bandiera) | A     | Emilio Caprile      |
|    | Italia (bandiera) | D     | Edgardo Ciancamerla |
|    | Italia (bandiera) | C     | Alessandro Ciferri  |
|    | Italia (bandiera) | C     | G. Della Noce       |
|    | Italia (bandiera) | P     | Mario Franchi       |
|    | Italia (bandiera) | A     | Vittorio Ghiandi    |
|    | Italia (bandiera) | C     | Giuseppe Gonella    |

| N. |                   | Ruolo | Calciatore                  |
| -- | ----------------- | ----- | --------------------------- |
|    | Italia (bandiera) | C     | Antonio Ivaldi              |
|    | Italia (bandiera) | P     | F. Lupi                     |
|    | Italia (bandiera) | D     | Carlo Manfredini            |
|    | Italia (bandiera) | A     | Ivo Manzi                   |
|    | Italia (bandiera) | P     | Giulio Meirano              |
|    | Italia (bandiera) | C     | Ausilio Merlo               |
|    | Italia (bandiera) | D     | Molinari                    |
|    | Italia (bandiera) | A     | Marco Parodi                |
|    | Italia (bandiera) | A     | Giovanni Battista Pastorino |
|    | Italia (bandiera) | D     | G. Pegorer                  |
|    | Italia (bandiera) | A     | Sergio Saccone              |
|    | Italia (bandiera) | A     | L. Serra                    |